# Tobias Künkler
Tobias Künkler (* 1979) ist ein deutscher Sozialarbeitswissenschaftler, Erziehungswissenschaftler und Soziologe. Er arbeitet als Professor für interdisziplinäre Grundlagen der Sozialen Arbeit an der CVJM-Hochschule in Kassel.
Seine Themen- und Forschungsschwerpunkte sind:
- grundlagentheoretische Frage- und Problemstellungen im Schnittfeld Soziale Arbeit und Allgemeine Pädagogik (bes. Lerntheorien, Anthropologie/Subjekttheorien)
- empirische Religionssoziologie (bes. Jugend, Lebensformen, Dekonversion, Sexualität)
- Transformation und Soziale Innovation im sozialen und kirchlichen Sektor[2]

## Leben
Nach dem Abitur an der Goetheschule Wetzlar absolvierte er seinen Zivildienst beim Caritasverband Stuttgart, Abteilung Behindertenhilfe. Von 1999 bis 2004 studierte er Soziologie, Pädagogik und Philosophie (Abschluss Magister Artium) an der Westfälischen Wilhelms-Universität Münster.
Er arbeitete von 2004 bis 2010 als wissenschaftlicher Mitarbeiter an der Universität Bremen im Fachbereich 12: Erziehungs- und Bildungswissenschaften, Arbeitsbereich: Historisch-systematische und vergleichende Bildungsforschung. Dort wurde er 2011 mit einer grundlagentheoretischen Arbeit zum relationalen Lernen (‚Lernen und Relationalität. Grundlagentheoretische Beiträge zu einer pädagogischen Theorie des Lernens.‘) zum Dr. phil. promoviert.
Von 2010 bis 2015 arbeitete er als Studienleiter des interdisziplinären Studienprogrammes „Gesellschaftstransformation“, des BA-Programms „Soziale Arbeit“ und Dozent für Sozialpädagogische Grundlagen und Soziologie am Marburger Bildungs- und Studienzentrum. Tobias Künkler arbeitet seit 2015 als Professor für Interdisziplinäre Grundlagen der Sozialen Arbeit an der CVJM-Hochschule in Kassel. Er leitet dort den Masterstudiengang "Transformationsstudien: Öffentliche Theologie & Soziale Arbeit" und gemeinsam mit Tobias Faix das Forschungsinstitut empirica. Um Inhalte des Masterstudiengangs für ein breiteres Gesellschaftsspektrum zugänglich zu machen, veröffentlicht er gemeinsam mit Sandra Bils, Sabrina Müller, Thorsten Dietz und Tobias Faix den Podcast "Herzen und Systeme - Der Transformationspodcast".

## Veröffentlichungen
- Künkler, T. & Dos Santos, C.: Analyse und Prävention von Gewalt. Ein Studienbuch für die Soziale Arbeit. UTB Klinkhardt, 2023, ISBN 978-3-8252-6129-0.
- Faix, T. & Künkler, T. (Hrsg.): Handbuch Transformation: Ein Schlüssel zum Wandel von Kirche und Gesellschaft. Neukirchener, 2021, ISBN 978-3-7615-6773-9.
- mit Tobias Faix und Johanna Weddigen: Christliche Singles: Wie sie leben, glauben und lieben. SCM R.Brockhaus, Witten 2020, ISBN 978-3-417-26903-1.
- Faix, T., Jung, S., Künkler, T. (Hrsg.): Evangelisch Hochreligiöse im Diskurs. Kohlhammer, 2019, ISBN 978-3-17-037484-3.
- Generation Lobpreis und die Zukunft der Kirche. Neukirchener Verlag, Neukirchen-Vluyn 2018, ISBN 978-3-7615-6542-1.
- Frei erziehen – Halt geben. Christliche Erziehung für unperfekte Eltern. SCM Brockhaus, Witten 2017, ISBN 978-3-417-26828-7.
- Zwischen Furcht und Freiheit. Das Dilemma der christlichen Erziehung. SCM Brockhaus, Witten 2017, ISBN 978-3-417-26813-3.
- Theologien von Jugendlichen. Empirische Erkundungen zu theologisch relevanten Konstruktionen Jugendlicher. LIT Verlag, Münster 2015, ISBN 978-3-643-13052-5.
- Warum wir mündig glauben dürfen. Wege zu einem widerstandsfähigen Glaubensleben. SCM Brockhaus, Witten 2015, ISBN 978-3-417-26664-1.
- „Warum ich nicht mehr Glaube…“ Wenn junge Erwachsene den Glauben verlieren. SCM Brockhaus, Witten 2014, ISBN 978-3-417-26583-5.
- Emerging-Church verstehen. Eine Einladung zum Dialog. Reihe Einfach Emergent. Verlag der Francke-Buchhandlung, Marburg 2013, ISBN 978-3-86827-353-3.
- Die verändernde Kraft des Evangeliums. Beiträge zu den Marburger Transformationsstudien. Reihe: Transformationsstudien. Band 4. Verlag der Francke-Buchhandlung, Marburg 2012, ISBN 978-3-86827-320-5.
- Lernen in Beziehung. Zum Verhältnis von Subjektivität und Relationalität in Lernprozessen. transcript, Bielefeld 2011, ISBN 978-3-8376-1807-5.